# Редукція Барретта
Редукція Барретта — алгоритм обчислення лишку за модулем, запропонований Барреттом 1986 року. 
Наївний спосіб обчислення виразу 
{\displaystyle c=a\,{\bmod {\,}}n\,}
полягає в застосуванні ділення з остачею, яке в довгій арифметиці є складною операцією (зазвичай, зводиться до кількох операцій множення та віднімання). Алгоритм Барретта розроблено для оптимізації цієї операції за умов {\displaystyle a<n^{2}} та сталого {\displaystyle n}. У ньому ділення замінено двома множеннями, зсувом та відніманням.

## Алгоритм
Попередні обчислення:
1. Нехай {\displaystyle n\in N,n\geq 3} і {\displaystyle n} — не степінь 2 (обчислення лишку за модулем, який дорівнює степені 2, у двійковій системі є тривіальним).
2. Обрати {\displaystyle k\in N} таке, що {\displaystyle 2^{k}>n} (найменше таке {\displaystyle k} дорівнює {\displaystyle \left\lfloor \log _{2}n\right\rfloor }).
3. Обчислимо {\displaystyle r=\left\lfloor {\frac {4^{k}}{n}}\right\rfloor } (це й буде наперед обчислений множник).

Обчислення залишку за модулем:
1. Маємо {\displaystyle x\in N} таке, що {\displaystyle 0\leq x<n^{2}}, залишок від ділення якого на {\displaystyle n} потрібно знайти.
2. Обчислюємо {\displaystyle t=x-\left\lfloor {\frac {xr}{4^{k}}}\right\rfloor n.}
3. Якщо {\displaystyle t<n}, тоді повернути {\displaystyle t}; інакше — повернути {\displaystyle (t-n)}. Цей результат дорівнює {\displaystyle x\mod n}.

## Доведення правильності
1. Оскільки {\displaystyle n} не є степенем 2, то число {\displaystyle {\frac {4^{k}}{n}}} — не ціле. Отже, {\displaystyle ({\frac {4^{k}}{n}}-1)<r<{\frac {4^{k}}{n}}.}
2. Множення на {\displaystyle x\ (x\geq 0):x({\frac {4^{k}}{n}}-1)\leq xr\leq {\frac {x4^{k}}{n}}.}
3. Ділення на {\displaystyle 4^{k}:({\frac {x}{n}}-{\frac {x}{4^{k}}})\leq {\frac {xr}{4^{k}}}\leq {\frac {x}{n}}}.
4. Із того, що {\displaystyle x<n^{2}<4^{k}} випливає, що {\displaystyle {\frac {x}{4^{k}}}<1.} Тому: {\displaystyle ({\frac {x}{n}}-1)<{\frac {xr}{4^{k}}}\leq {\frac {x}{n}}}.
5. Також: {\displaystyle ({\frac {x}{n}}-2)<\left\lfloor {\frac {x}{n}}-1\right\rfloor } і {\displaystyle \left\lfloor {\frac {x}{n}}-1\right\rfloor \leq {\frac {xr}{4^{k}}}}. Разом маємо: {\displaystyle {\frac {x}{n}}-2<\left\lfloor {\frac {x}{n}}-1\right\rfloor \leq {\frac {xr}{4^{k}}}}.
6. Множимо на {\displaystyle n\ (n>0):x-2n<\left\lfloor {\frac {xr}{4^{k}}}\right\rfloor n\leq x.}
7. Множимо на {\displaystyle -1:-x\leq \left\lfloor {\frac {xr}{4^{k}}}\right\rfloor n<2n-x}.
8. Додаємо {\displaystyle x:0\leq x-\left\lfloor {\frac {xr}{4^{k}}}\right\rfloor n<2n.}
9. Очевидно, що {\displaystyle x\equiv x-\left\lfloor {\frac {xr}{4^{k}}}\right\rfloor n{\pmod {n}}}, оскільки число {\displaystyle \left\lfloor {\frac {xr}{4^{k}}}\right\rfloor n} кратне {\displaystyle n}.

У результаті ми перейшли від {\displaystyle x} у діапазоні {\displaystyle [0,n^{2})} до {\displaystyle t} у діапазоні {\displaystyle [0,2n)} без зміни конгруентності за модулем {\displaystyle n}. 

Останній крок простий: необхідно отримати результат у діапазоні {\displaystyle [0,n)}.

## Застосування
Редукція Барретта застосовується для обчислення залишку за модулем в операціях модульного множення й модульної експоненти, які широко застосовуються в системах криптографічного захисту інформації.